# 드림핵

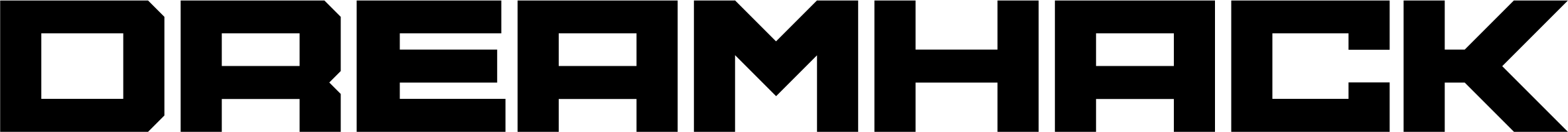

드림핵(DreamHack)은 세계 최대의 컴퓨터 축제로, 매년 여름과 겨울에 스웨덴 옌셰핑에서 개최되는 컴퓨터 축제이다. 기네스 세계 기록에 세계에서 가장 큰 규모의 LAN 행사로 등재되어있다. 매 회 72시간 동안 진행되며 e스포츠 대회, 공연, 강연 등 다양한 행사가 열린다.

## 이벤트 요약
드림핵의 이벤트에는 라이브 콘서트와 디지털 아트 및 e스포츠 대회를 포함한 지역 네트워크 모임이 포함된다. 첫 번째 행사는 스웨덴 말룽에서 열렸다. 이 회사는 스톡홀름, 옌셰핑, 투르, 부쿠레슈티, 클루지, 발렌시아, 세비야, 런던, 라이프치히 등 유럽 전역에서 여러 게임 이벤트를 개최했다. 2016년 5월에는 텍사스주 오스틴에서 첫 북미 행사를 개최했다. 2016년 8월에는 퀘벡주 몬트리올에서 첫 번째 캐나다 행사를 개최했다. 겨울 이벤트는 여름 이벤트보다 지속적으로 방문객이 약 10% 더 많다.
참석자는 초등학생부터 노인까지 다양하다. 평균 연령은 16~17세이다.

## 참조
1. ↑  “Guinness World Records - News - KEEPING IN TOUCH”. 2009년 3월 20일에 원본 문서에서 보존된 문서. 2008년 8월 5일에 확인함.
2. ↑  “Guiness World Record - Record for largest LAN party”. 2007년 12월 1일. 2013년 3월 10일에 확인함.